# Massey Ferguson

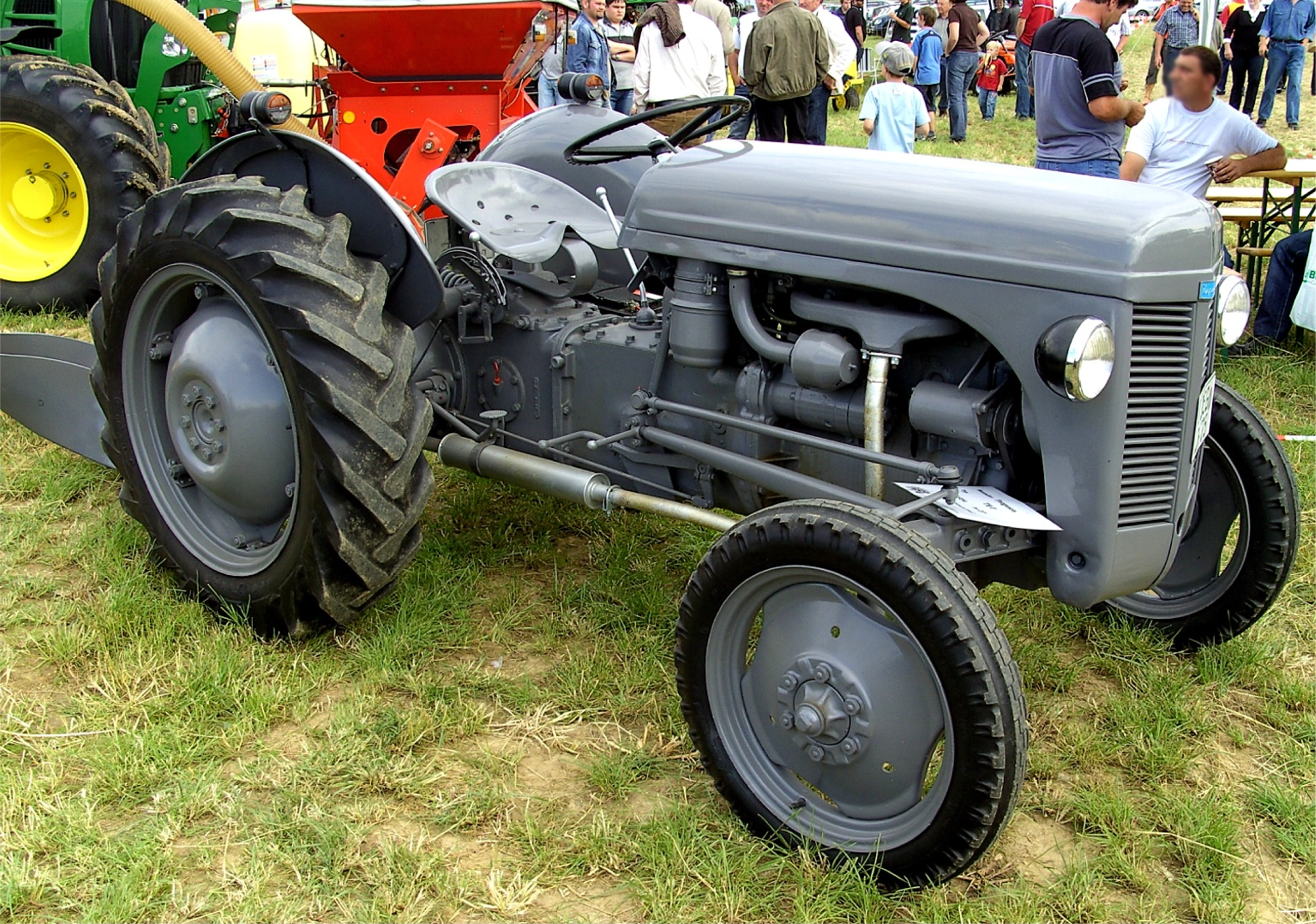
Ferguson TEF (1954)

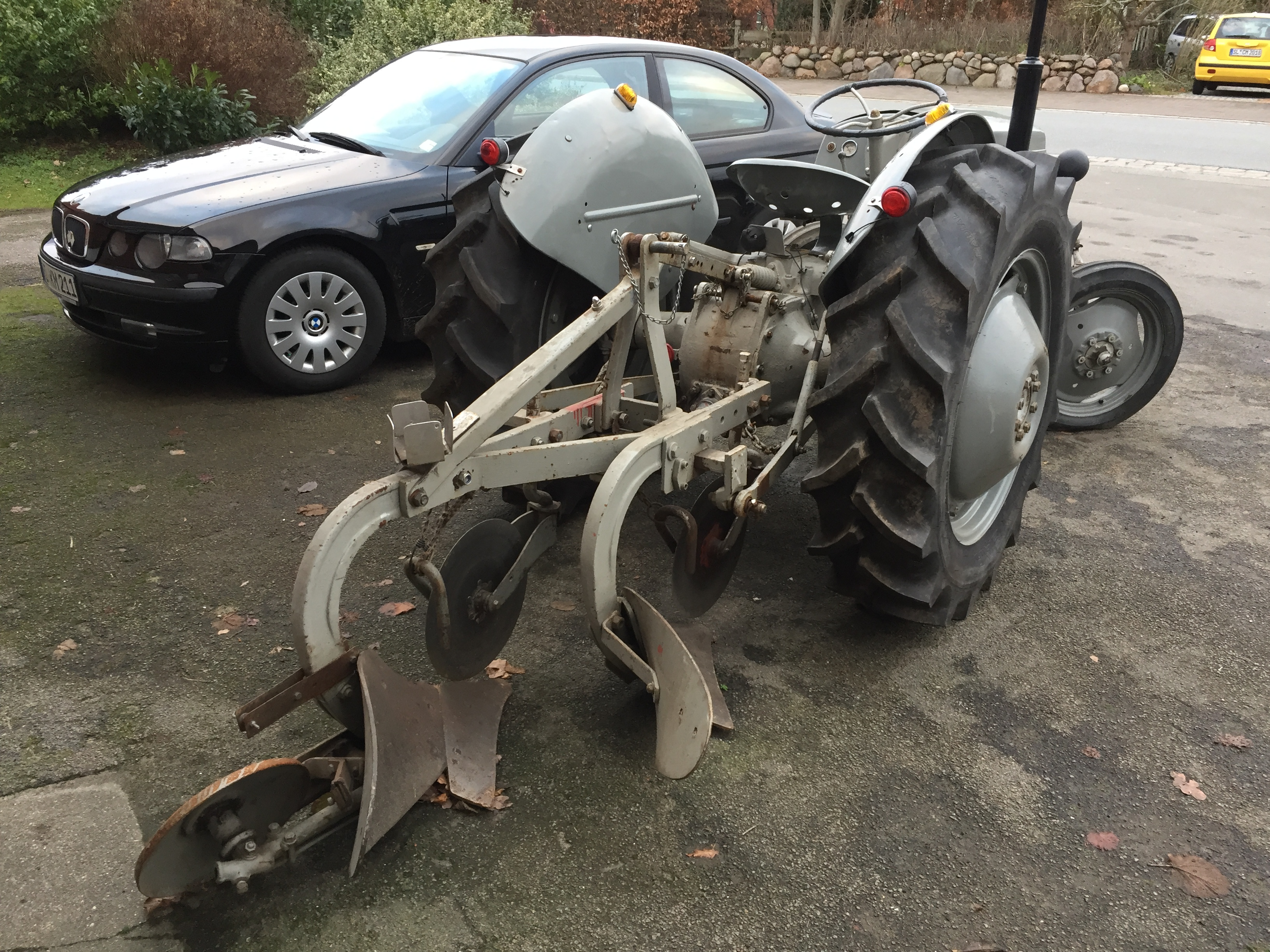
Ferguson mit Pflug

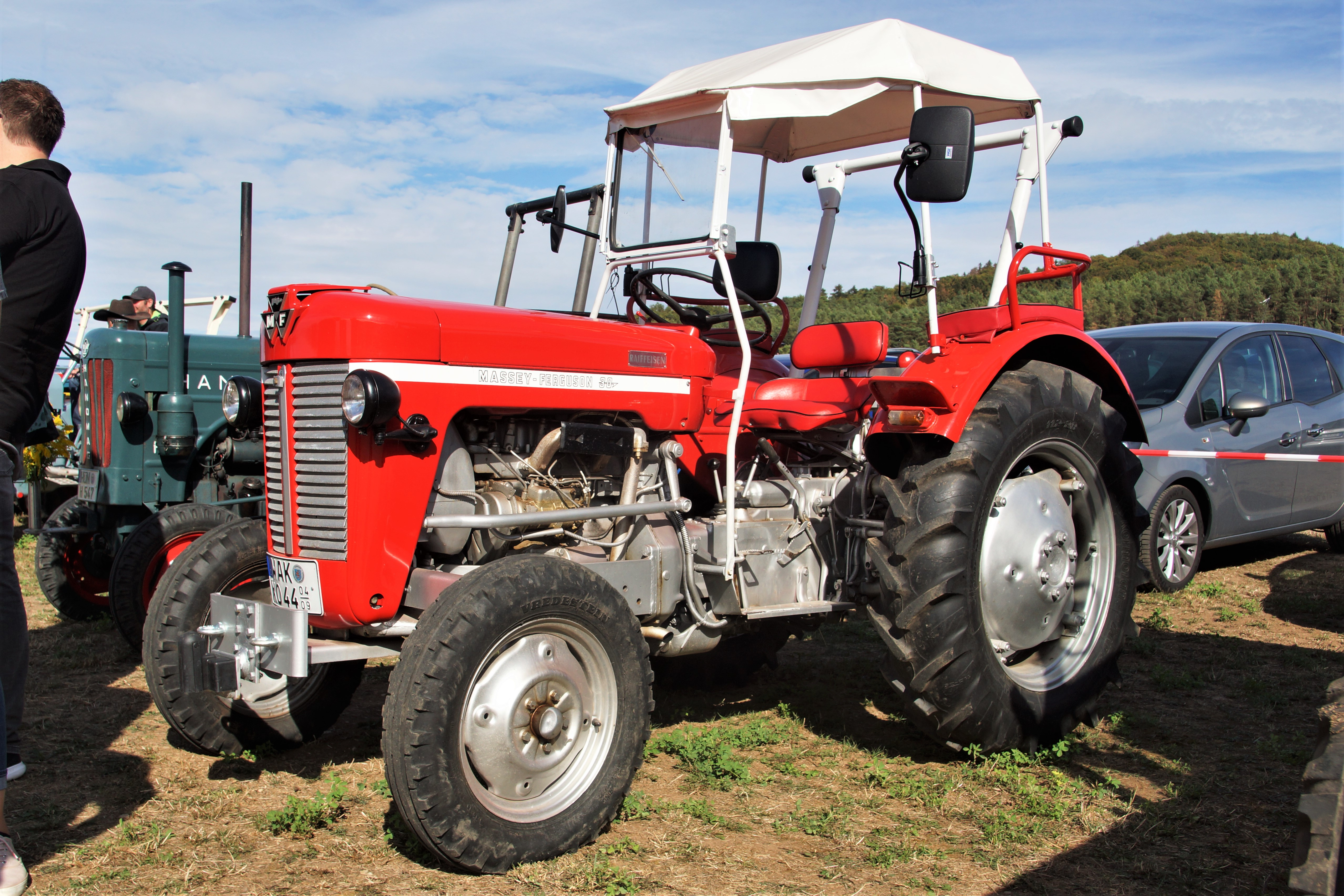
Massey Ferguson 30 (ca. 1962)

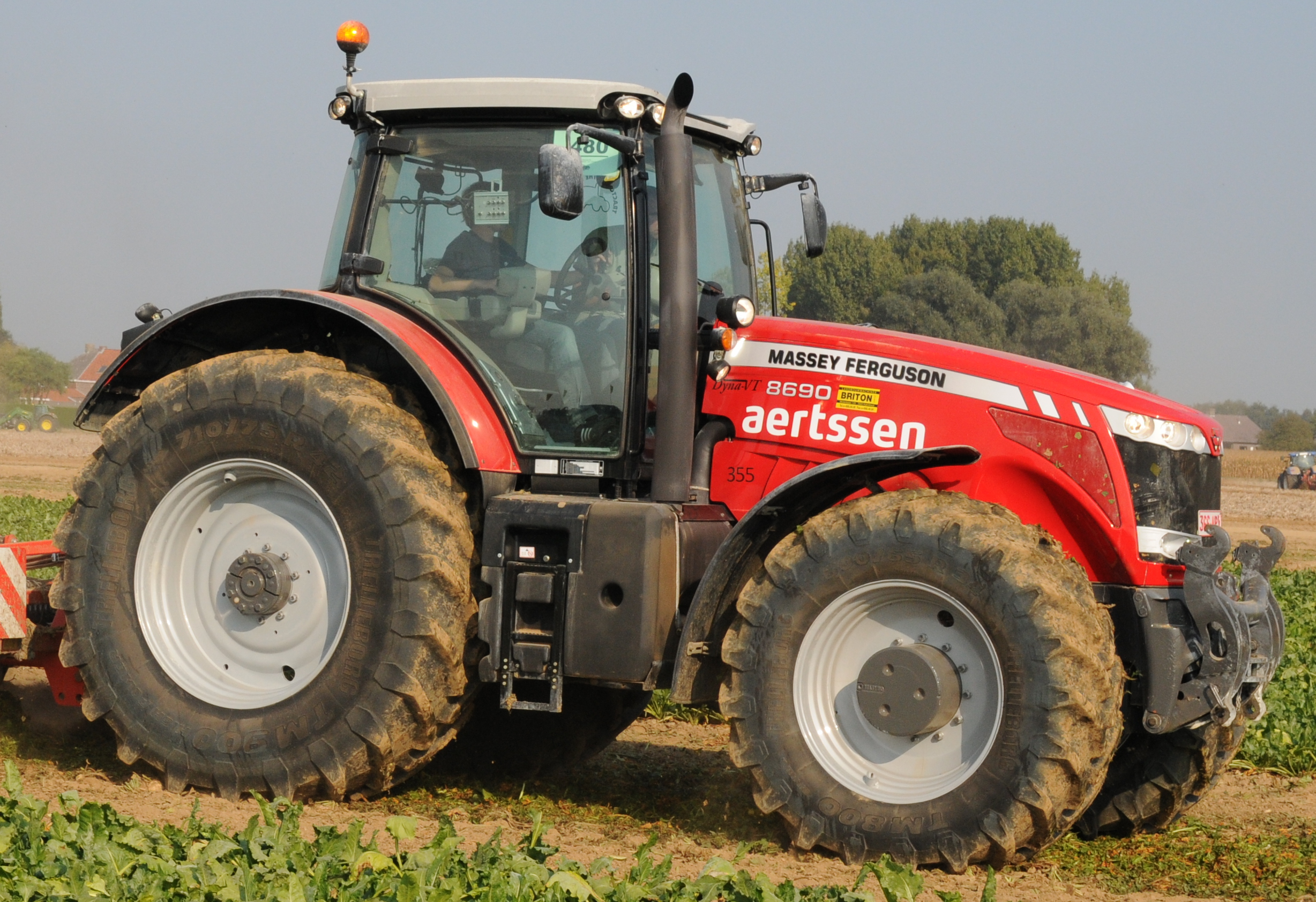
Massey Ferguson 8690

Massey Ferguson ist eine Landmaschinenmarke aus dem französischen Beauvais. Seit 1994 gehört sie zum US-amerikanischen Konzern AGCO. Die Produktpalette umfasst Traktoren, Mähdrescher, Ballenpressen, Futtererntetechnik, Teleskoplader, Bodenbearbeitungsgeräte sowie Rasentraktoren.

## Geschichte

### Vorgeschichte

Logo ab 1958

Die Wurzeln von Massey Ferguson gehen bis ins Jahr 1847 zurück. Damals gründete Daniel Massey in Newcastle, Ontario, die Massey Manufacturing Company. 1891 fusionierte die Massey Manufacturing Company mit dem von Alanson Harris gegründeten Unternehmen A. Harris and Son Implement zu Massey-Harris Company Limited.
Harry Ferguson erfand kurz vor Ausbruch des Zweiten Weltkriegs die Dreipunkthydraulik. Er kooperierte zunächst mit David Brown, dann mit Henry Ford. Infolge von Patentstreitigkeiten mit der Ford Motor Company trennte er sich jedoch 1947 von Ford und arbeitete von nun an mit John Blacks Standard Motor Company zusammen, deren Benzinmotoren ab 1948 und Dieselmotoren ab 1951 in Ferguson-Traktoren eingebaut wurden (davor waren es Motoren der Continental Motors Company gewesen).

### Fusion
Im Jahr 1953 fusionierte die kanadische Massey-Harris Company mit der britischen Harry Ferguson Limited. Toronto wurde Hauptsitz des neuen Unternehmens. Nach der Fusion wurde das Traktorenwerk von Massey-Harris in Racine geschlossen und die Produktion in das Ferguson-Park-Werk in Detroit verlagert. Das neue Unternehmen trug anfangs noch den Namen Massey-Harris-Ferguson, wurde aber schließlich 1958 in Massey Ferguson Company umbenannt. Ebenfalls in diesem Jahr wurde erstmals das aus drei Dreiecken bestehende Logo verwendet. Mit der Verwendung des neuen Emblems auf den Traktoren wurde auch die Farbgebung auf rot und silber geändert. 1954 verließ Harry Ferguson das Unternehmen, um mit Ferguson Research Rennwagen zu bauen.

### Expansion
Von ITM/IMT in Serbien werden seit 1955 Traktoren in Lizenz gefertigt. Im selben Jahr wurde das australische Unternehmen H.V. McKay Massey Harris Pty Ltd übernommen, das 1930 aus dem Landmaschinenunternehmen von Hugh Victor McKay und dem australischen Tochterunternehmen von Massey-Harris entstanden war.
Im Jahre 1956 legte der langjährige Geschäftsführer James S. Duncan sein Amt nieder.
Der 1958 vorgestellte MF 65 war der erste Traktor von Massey Ferguson, der einen Motor von Perkins verwendete.
Da Massey Ferguson nur Traktoren im unteren und mittleren Leistungsbereich im Angebot hatte, aber in Kanada und den USA auch leistungsstärkere Traktoren gefragt waren, wurde 1958 das Modell MF 97 auf den Markt gebracht, das auf dem GBD von Minneapolis-Moline basierte. 1959 folgte mit dem MF 98, der auf dem Super 99GM der Oliver Corporation basierte, ein weiteres Modell in diesem Leistungsbereich.
Im April 1959 übernahm Massey Ferguson den Motorenhersteller Perkins Engines. Im August des Jahres übernahm man die Traktorenproduktion der Standard Motor Company, die seit 1946 Ferguson-Traktoren in Lizenz hergestellt hatte, mit dem Werk Banner Lane bei Coventry und dem Werk in Saint-Denis, in dem Standard in einem Joint-Venture mit Hotchkiss et Cie ebenfalls Traktoren herstellte.
1959 wurde Landini zu 100 % von Massey Ferguson übernommen. Landini baute ab den frühen siebziger Jahren Traktoren für Massey Ferguson, die sich äußerlich lediglich in der Lackierung von den Landini-Traktoren unterschieden.
1960 wurde ein neues Werk im französischen Beauvais eröffnet.
Seit 1961 werden bei TAFE (Tractors and Farm Equipment Limited) in Indien Traktoren von Massey Ferguson in Lizenz hergestellt, die auch unter dem Markennamen Massey Ferguson verkauft werden. Im selben Jahr wurde mit dem türkischen Unternehmen Uzel ein Lizenzvertrag geschlossen; 1962 lief dort der erste Traktor vom Band. Ab 1962 wurde mit dem Multipower-Getriebe für verschiedene Modelle als Option ein Lastschaltgetriebe angeboten.

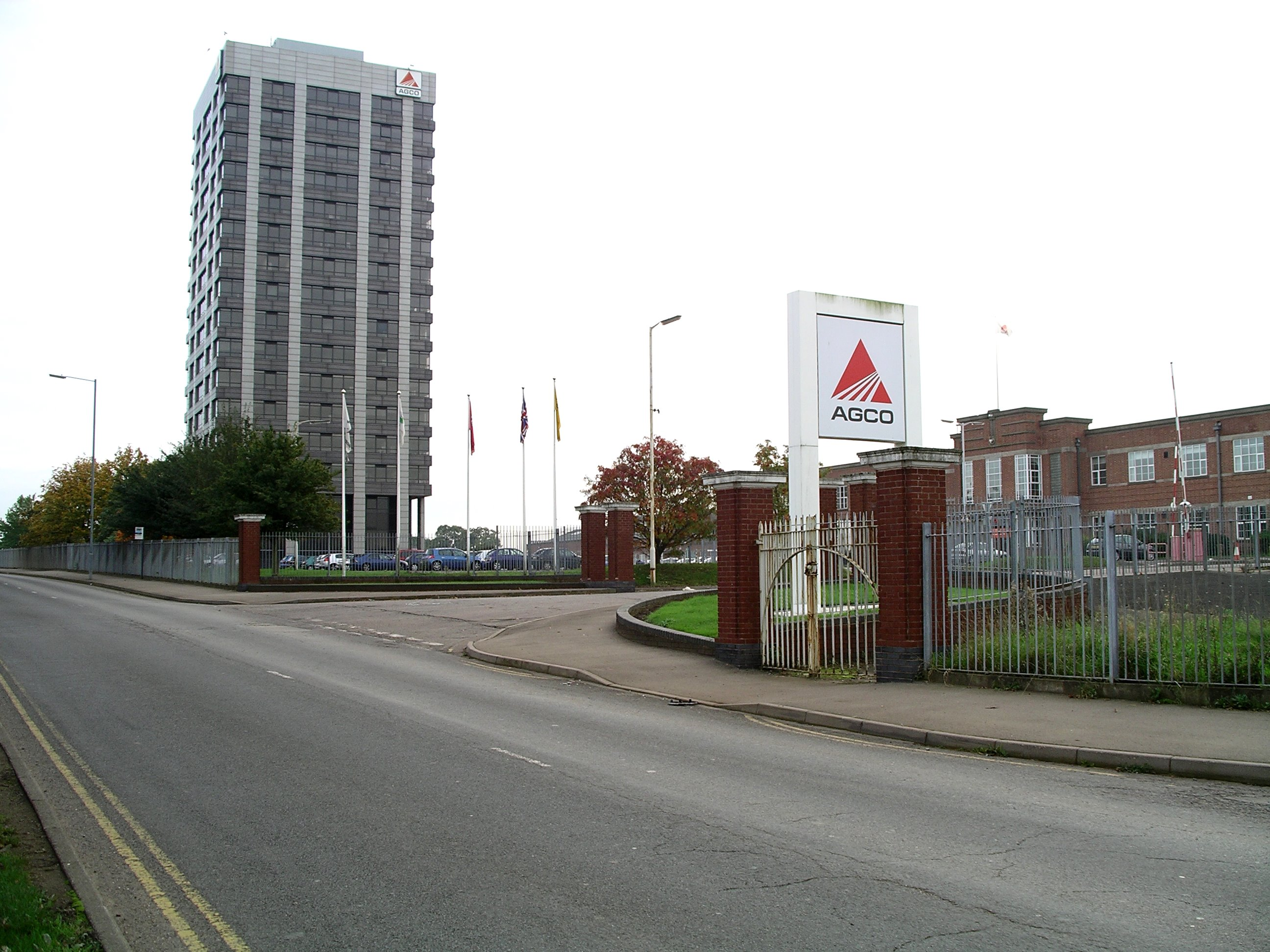
Ehemaliger Büroturm des Massey Ferguson Werks Banner Lane, Coventry

Ebenfalls 1962 begann man in Brantford mit dem Bau einer neuen Montagehalle für Mähdrescher, die 1964 die Produktion aufnehmen konnte.
1966 wurden die Aktivitäten im Bereich Baumaschinen unter dem Namen Industrial and Construction Machinery (MF ICM) zusammengefasst. Ebenfalls in diesem Jahr erwarb man einen Anteil von 32 % an Ebro, die 1968 damit begannen, Traktoren in Lizenz zu fertigen. Am 21. September 1966 wurde das neue 16-stöckige Bürohochhaus auf dem Gelände an der Banner Lane eröffnet.
1969 stellte Massey Ferguson eine Produktlinie von Schneemobilen unter dem Markennamen Ski Whiz vor.
1970 stieg Massey Ferguson beim deutschen Traktorenbauer Eicher mit einem Anteil von 30 % ein. Im selben Jahr übernahm man von Koehring deren Radlader-Baureihe.
1972 wurde das Mähdrescherwerk in Eschwege geschlossen, jedoch wurde die deutsche Hauptverwaltung von Kassel nach Eschwege verlegt.
1973 wurde Eicher komplett übernommen. Von nun an wurden bei Eicher Traktoren gefertigt, die weitgehend auf Modellen von Massey Ferguson basierten. Als Massey Ferguson in den 1980er Jahren in wirtschaftliche Schwierigkeiten kam, wurde die Beteiligung an Eicher 1982 an Eicher Goodearth verkauft.
1974 wurde der deutsche Baumaschinenhersteller Hanomag übernommen, der jedoch bereits 1980 wieder an die IBH-Holding verkauft wurde. Ebenfalls 1974 schloss der polnische Traktorenhersteller Ursus S.A. einen Lizenzvertrag mit Massey Ferguson, um deren Traktoren in Polen fertigen zu dürfen.
Seit 1976 werden von Iran Tractor Manufacturing Company (ITM) im Iran Modelle von Massey Ferguson in Lizenz hergestellt.
1977 wurde mit dem japanischen Unternehmen Toyosha eine Vereinbarung getroffen, dass dieses dieselbetriebene Kleintraktoren für Massey Ferguson liefert.
1978 geriet Massey Ferguson in wirtschaftliche Schwierigkeiten. Diesen begegnete man, indem man den Bereich Grünpflege an Snapper Inc. verkaufte, das Werk in Kilmarnock, in dem zuvor schon Massey-Harris produziert hatte, schloss und die dortige Mähdrescherproduktion in das Werk in Marquette-lez-Lille verlagerte. Ebenso wurde die Büromöbel-Tochter Sunar an die US-amerikanische Hausermann Inc. verkauft.
1978 begann man mit der Produktion der Großtraktoren der Serie 4000 im Werk in Brantford.
1979 wurden die Anteile an der spanischen Motor Iberica an Nissan verkauft.
1983 wurden die beiden letzten Werke in den USA, eines davon in Detroit und das andere in Wayne, geschlossen.
1984 übernahm Massey Ferguson von Vickers deren Tochterunternehmen Rolls Royce Diesel International, das in Perkins eingegliedert wurde.
Ab 1984 wurden von Iochpe-Maxion, die im selben Jahr die brasilianische Niederlassung von Massey Ferguson übernommen hatte, Traktoren in Lizenz und unter dem Markennamen Massey Ferguson für den brasilianischen Markt hergestellt. Diese Zusammenarbeit wurde bis 1996 fortgeführt, als AGCO den Bereich für Landmaschinen von Iochpe-Maxion übernahm.
1985 übernahm man den Bereich für Mähdrescher des insolventen Konkurrenten White Farm Equipment.

### Als Teil von Varity
1986 wurde der US-amerikanische Automobilzulieferer Dayton Walther aufgekauft und im selben Jahr wurde das Unternehmen in Varity umbenannt, wobei der Bereich für Landmaschinen den Namen Massey Ferguson behielt. Ebenfalls 1986 wurde in Australien das Werk in Sunshine geschlossen. Mittels eines Management-Buy-out wurde der Bereich für Baumaschinen (Industrial) 1992 als Fermec ausgegliedert.
1988 war der Bereich Massey Combines insolvent, der 1985 gegründet worden war und aus der angeschlagenen Großtraktoren- und Mähdrescher-Sparte bestand. Dies führte zur Schließung des Mähdrescherwerkes in Brantford am 4. März 1988. Die Produktion von Großtraktoren wurde von McConnell Ltd. übernommen, die diese Traktoren auch weiterhin für Massey Ferguson fertigte.
1989 übernahm Varity den Automobilzulieferer Kelsey-Hayes von der Fruehauf Corporation.
1992 stellte Massey Ferguson das Dynashift-Getriebe vor. Im selben Jahr wurden die australischen Vertriebstätigkeiten mit denen des japanischen Traktorenherstellers Iseki in einem Joint-Venture mit dem Namen Massey Ferguson Iseki Australia zusammengefasst.
1992 vereinbarte Varity mit AGCO, dass diese zukünftig den Vertrieb von Produkten der Marke Massey Ferguson für Nordamerika übernehmen sollte.
1994 übernahm Argo das Mehrheitspaket an Landini. ARGO und AGCO teilen sich nach wie vor verschiedene Modelle.

### Als Marke von AGCO
1994 verkaufte Varity den Bereich Landmaschinen ohne die Motorensparte Perkins an die US-amerikanische AGCO-Corporation.
1994 wurde gemeinsam mit Renault Agriculture das Joint Venture GIMA (Groupement Industriel de Machinisme Agricole) mit Sitz in Beauvais gegründet, an dem beide Unternehmen mit je 50 % beteiligt waren. Ziel dieses Joint Ventures war die Forschung, Entwicklung und Produktion von Getrieben, Hydraulik, Elektronik und Krafthebern für Traktoren.
2002 wurde das Werk an der Banner Lane in Coventry geschlossen, in dem seit 1946 Traktoren hergestellt worden waren.
2003 wurde mit der Baureihe 7400 das Dyna-VT-Getriebe eingeführt, das auf dem Vario-Getriebe der Schwestermarke Fendt basiert. Dieses Getriebe wird inzwischen auch in weiteren Baureihen von Massey Ferguson verwendet.
2006 wurde auf der EIMA in Bologna die überarbeitete 3600-Baureihe vorgestellt, die nun mit Motoren von AGCO Power ausgestattet ist und bei Carraro Agritalia in Italien hergestellt wird.
2007 wurde der Deutschland-Sitz nach Marktoberdorf verlegt.
2008 wurden die beiden neuen Mähdrescher-Baureihen Centora und Fortia vorgestellt.
2010 gab Massey Ferguson bekannt, dass zukünftig alle Modelle mit einer Leistung von mehr als 100 PS mit Motoren von AGCO Power ausgestattet werden.

### Erfolgreiche Modelle

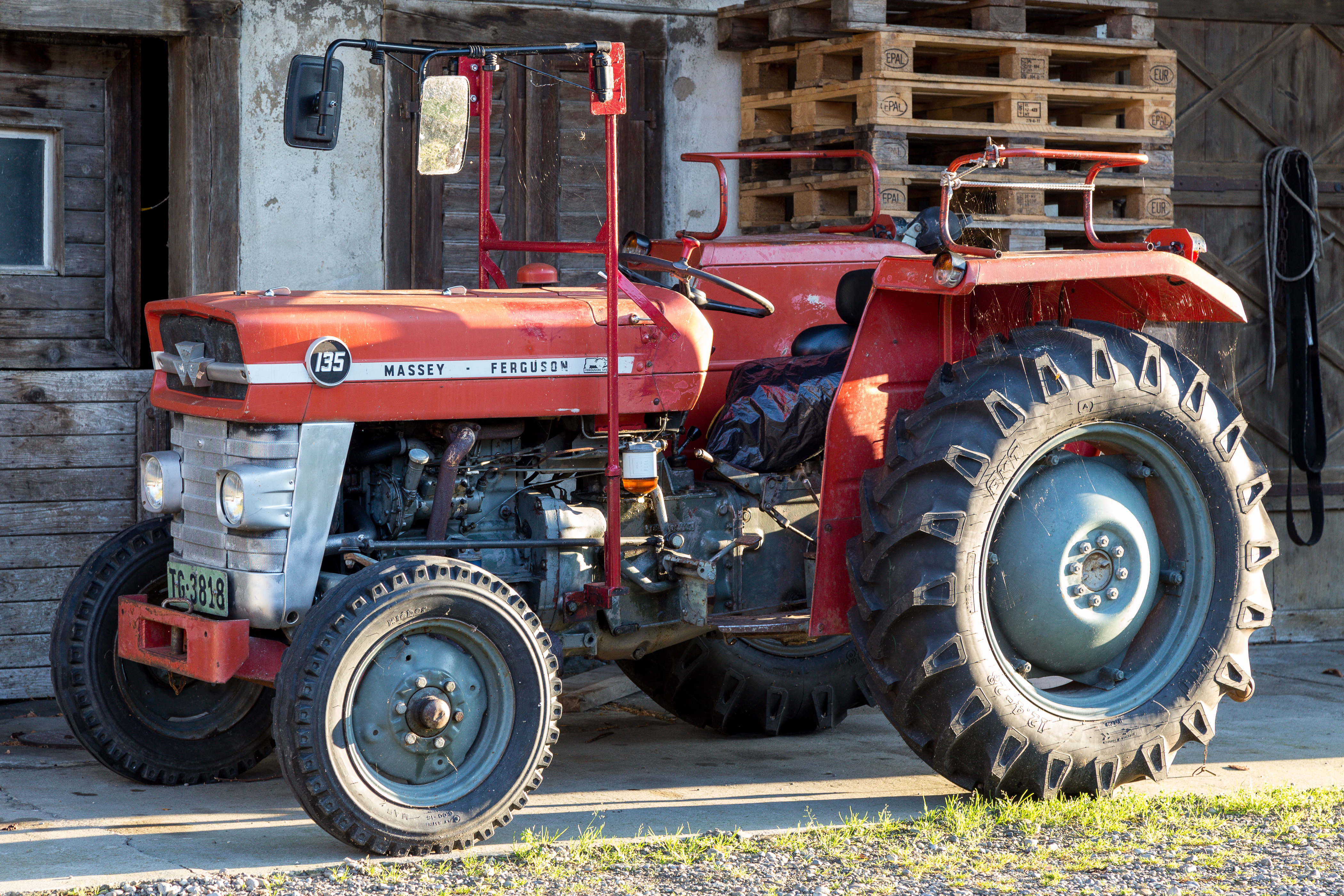
Massey Ferguson MF 135

Zu den erfolgreichsten Traktoren des Herstellers (Ferguson/Massey Ferguson) zählten die Modelle:
- Ferguson TE 20 (TEA20, TEF und andere),
- FE 35 / MF 35, MF 35x und der MF 65,
- Ferguson System ’70 mit den Modellen der 100er Serie („Rote Giganten“): MF 130, MF 135, MF 148, MF 165 und MF 175, die im Laufe der Zeit mehrere Modellpflegen erhielten,
- MF 200 / MF 260 / MF 500 Serie, die heute noch immer sehr oft in der ganzen Welt als Lizenzbau gefertigt wird.

## Aktuelle Produktpalette in Deutschland

### Traktoren

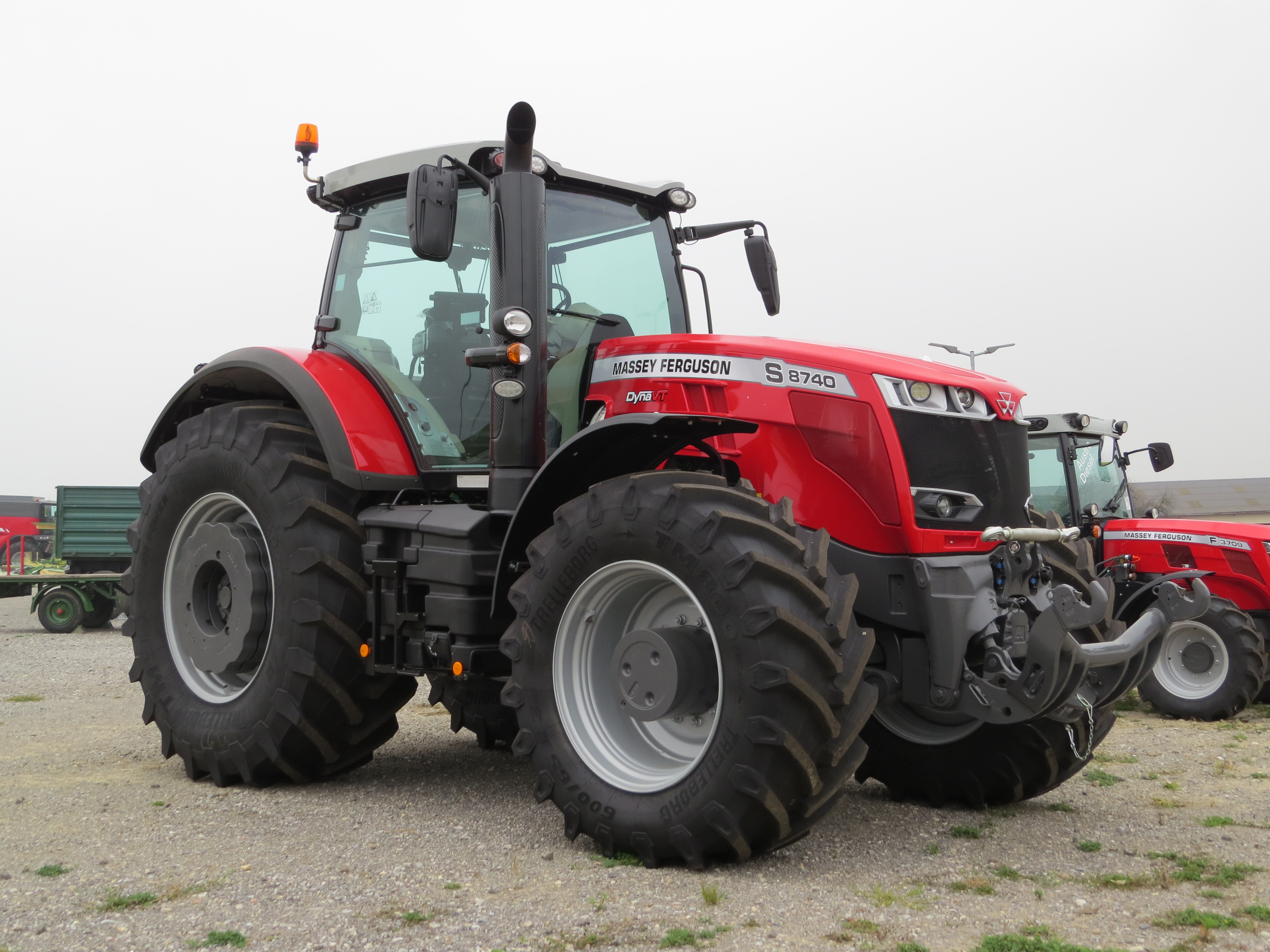
Massey Ferguson 8740 S in Ober-Grafendorf, Österreich (2018)

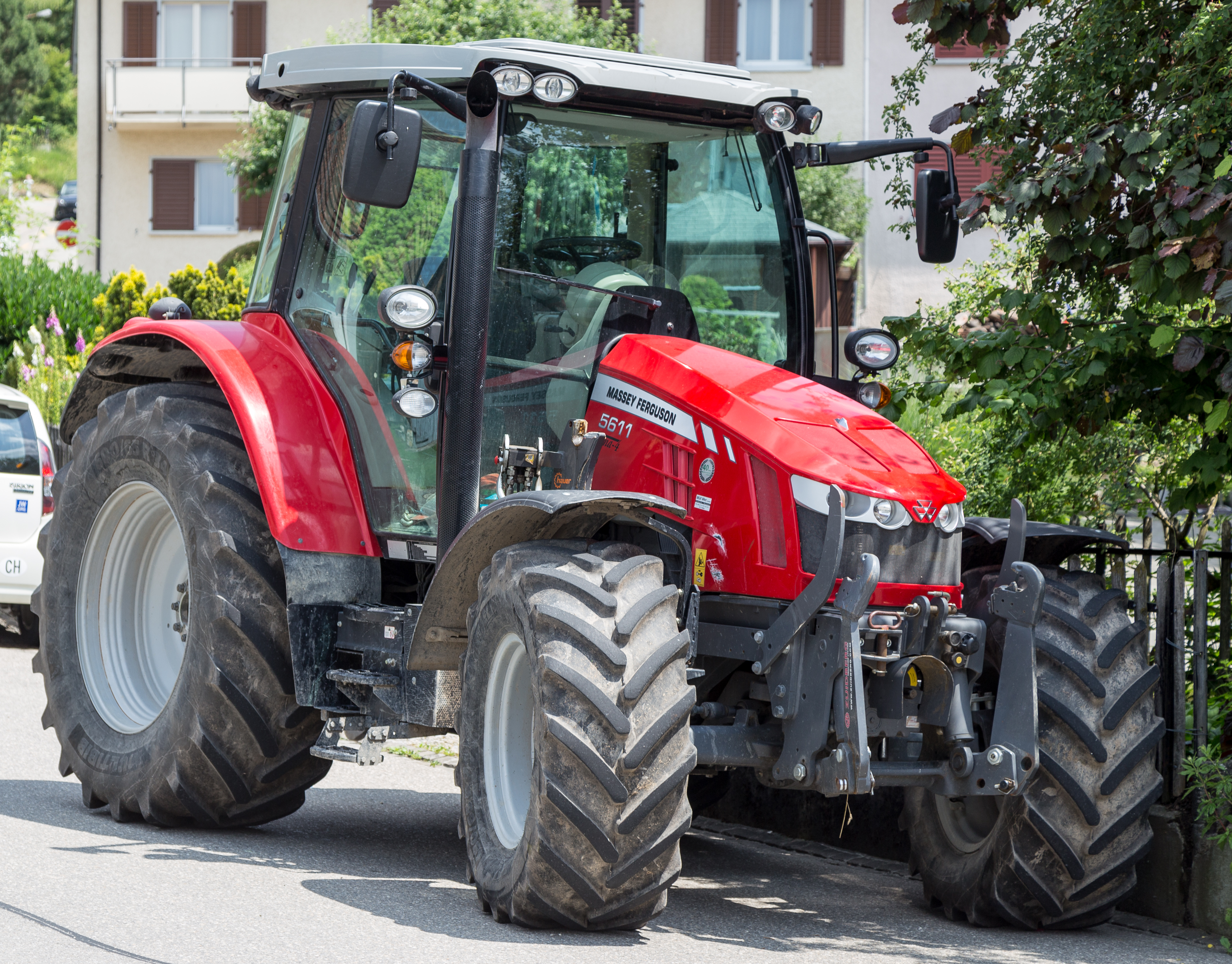
Massey Ferguson 5611

| Baureihe  | Leistungsbereich in PS | Einführungsjahr |
| --------- | ---------------------- | --------------- |
| MF 9S     | 285 - 425              | 2024            |
| MF 8700 S | 270 – 400              | 2014            |
| MF 8S     | 205 – 305              | 2020            |
| MF 7S     | 155 – 210              | 2021            |
| MF 6S     | 135 – 180              | 2021            |
| MF 5S     | 105 – 145              | 2021            |
| MF 5M     | 95 - 145               | 2024            |
| MF 5700 M | 95 - 135               | 2020            |
| MF 4700 M | 82 – 100               | 2020            |
| MF 3      | 75 - 120               | 2022            |
| MF 1700 M | 35 - 67                | 2014            |
| MF 1700 E | 40 - 54                | ?               |
| MF 1500   | 20 – 25                | ?               |

### Mähdrescher

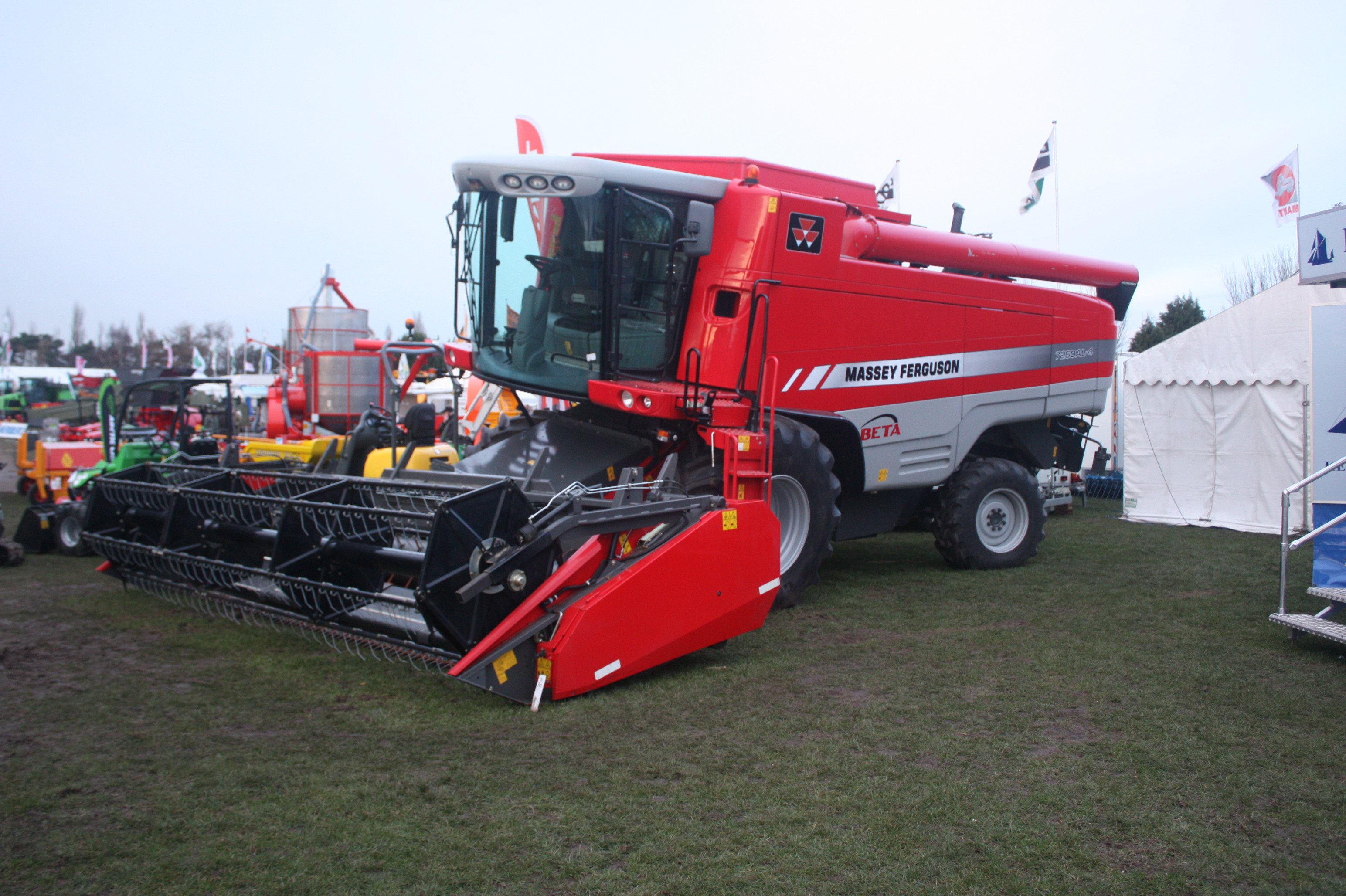
Massey-Ferguson Beta

| Baureihe    | Leistungsbereich in PS | Einführungsjahr |
| ----------- | ---------------------- | --------------- |
| MF Activa   | 185 – 260              | 2022            |
| MF Activa S | 260 – 306              | 2011            |
| MF Beta     | 306 – 360              | 2011            |
| MF Ideal    | 476 - 647              | 2017            |

### Weitere Maschinen

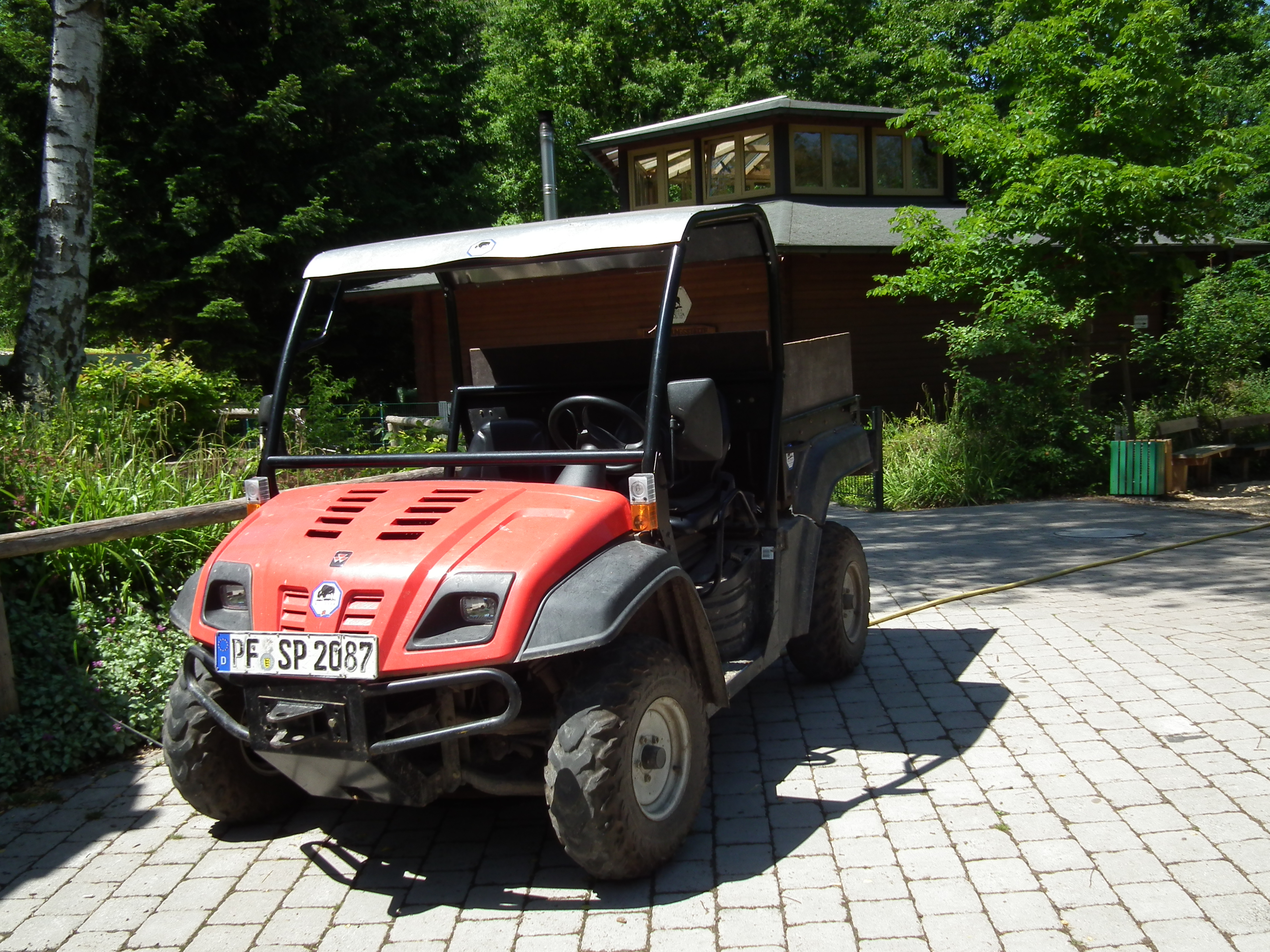
Massey Ferguson MF 20

| Baureihe       | Geräteart         |
| -------------- | ----------------- |
| MF TH          | Teleskoplader     |
| MF FL          | Frontlader        |
| MF FL X        | Frontlader        |
| MF 1840        | Hochdruckpresse   |
| MF 1842S       | Hochdruckpresse   |
| MF 2200        | Großpackenpresse  |
| MF RB F        | Rundballenpresse  |
| MF RB F PROTEC | Rundballenpresse  |
| MF RB V        | Rundballenpresse  |
| MF RB V PROTEC | Rundballenpresse  |
| MF TW          | Rundballenwickler |
| MF DM-Serie    | Mähwerk           |
| MF RK-Serie    | Schwader          |
| MF TD-Serie    | Heuwender         |